# Michele Seffer
Michele Seffer (Bari, 17 aprile 1950 – Roma, 3 luglio 2006) è stato un musicista e compositore italiano.
È stato bassista e chitarrista con una spropositata collezione di chitarre e bassi (più di 40 in tutto).

## Biografia
Michele Seffer nasce a Bari il 17 aprile 1950.
Definito da chi lo ha conosciuto nel suo periodo migliore "genio della musica", era capace di cantare con un falsetto non comune a molti.
Musicista molto apprezzato, ha fatto parte di diverse formazioni musicali, con alcune delle quali ha collaborato come compositore ed arrangiatore.
Ha fatto parte del trio Palermitano l'"Era di Acquario", con Angelo Giordano (flauto, sax e voce), Pippo Cataldo (batteria, percussioni, voce e lo stesso Michele Seffer (voce, chitarra, basso). Il trio aveva un sound basato su chitarra e flauto, e ha prodotto nel 1972 2 45 giri, il primo: lato A - Geraldine, lato B - Arabesque, e il secondo: lato A - Hold on, lato B - Campagne Siciliane e nel 1973 1 LP dal titolo Antologia, più un altro LP che non è mai stato pubblicato.
Michele Seffer in seguito andò a sostituire il bassista Bob Callero nel supergruppo Il Volo, la cui formazione era composta da: Gianni Dall'Aglio dei Ribelli, Mario Lavezzi, Alberto Radius e Gabriele Lorenzi (della Formula 3).
Agli inizi degli anni 90 cominciò a sperimentare l'introduzione di alcuni suoni "campionati" nei brani che registrava in studio assieme al suo giovane fisarmonicista.
Uomo di grande umiltà e generosità, non era infatti difficile trovarlo nel suo quartiere seduto su una panchina per insegnare musica a chi gli chiedesse consiglio.
Noto anche come bio-pranoterapeuta, narrava spesso della sua carriera artistica all'insegna degli anni settanta/ottanta.
Michele Seffer è deceduto nel 2006 dopo una lunga degenza in ospedale in seguito ad un grave ictus che fin dal principio gli aveva lasciato poche speranze.